# Суслова, Аполлинария Прокофьевна
Аполлина́рия Проко́фьевна Су́слова (1840, Горбатовский уезд, Нижегородская губерния — 1918, Севастополь) — русская писательница, возлюбленная Ф. М. Достоевского (1861—1866) и жена В. В. Розанова (1880—1887). Сестра Надежды Сусловой.
Считается прототипом ряда ключевых женских образов в романах Достоевского — прежде всего, Полины (так все называли Суслову) в «Игроке», но также и Настасьи Филипповны в «Идиоте» и некоторых других.
Опубликовала несколько повестей — начиная с повести «Покуда», опубликованной в 1861 году в журнале Достоевского «Время», и заканчивая повестью «Чужая и свой», в которой рассказывается об отношениях Сусловой и Достоевского.

## Биография

### Юность
Отец Аполлинарии, Прокофий Суслов, начал жизнь крепостным крестьянином графов Шереметевых, а затем выбился в купцы и фабриканты. Дочерям Аполлинарии и Надежде он решил дать настоящее образование. Надежда впоследствии стала первой русской женщиной-врачом. Их брат, Василий Прокофьевич Суслов (1840—1873), окончил юридический факультет Петербургского университета, служил по ведомству Министерства юстиции в разных регионах России.
Аполлинария училась в пансионе благородных девиц, потом семья Сусловых перебралась в Петербург, и здесь девушка стала посещать лекции в университете.

### Роман с Достоевским
В 1861 году Аполлинария Суслова впервые услышала Ф. М. Достоевского, в то время — уже маститого писателя, чьи лекции имели большой успех у молодежи. На момент встречи Достоевскому было сорок, Аполлинарии Сусловой двадцать один. Любопытен портрет Сусловой той поры в воспоминаниях дочери писателя — Любови Фёдоровны Достоевской:
«Полина приехала из русской провинции, где у неё были богатые родственники, посылавшие ей достаточно денег для того, чтобы удобно жить в Петербурге. Каждую осень она записывалась студенткой в университет, но никогда не занималась и не сдавала экзамены. Однако она усердно ходила на лекции, флиртовала со студентами, ходила к ним домой, мешая им работать, подстрекала их к выступлениям, заставляла подписывать протесты, принимала участие во всех политических манифестациях, шагала во главе студентов, неся красное знамя, пела Марсельезу, ругала казаков и вела себя вызывающе… Полина присутствовала на всех балах, всех литературных вечерах студенчества, танцевала с ними, аплодировала, разделяла все новые идеи, волновавшие молодежь… Она вертелась вокруг Достоевского и всячески угождала ему. Достоевский не замечал этого. Тогда она написала ему письмо с объяснением в любви. Это письмо было найдено в бумагах отца, оно было простым, наивным и поэтичным. Можно было предположить, что писала его робкая молодая девушка, ослепленная гением великого писателя. Достоевский, растроганный, читал письмо Полины…»
Свидетельство дочери Достоевского в первой своей части является заведомой неправдой. Суслова вообще не могла быть студенткой: в 60-х гг. XIX века в России попросту не существовало высшего женского образования. Женщины могли появляться на лекциях только в качестве вольнослушательниц, причём университетское начальство смотрело на это неодобрительно, а о претензии на допуск к экзаменам не могло быть и речи (см. историю Высших женских курсов). Активное участие Сусловой в студенческой жизни было возможно только в амплуа возлюбленной какого-нибудь революционно настроенного студента (но свидетельств такого рода нет). Что касается истории знакомства Сусловой и Достоевского, то версия дочери писателя представляется вполне правдоподобной.

Вскоре у Достоевского и его поклонницы завязался роман. Писатель не отказывал возлюбленной в её просьбах: так, например, её повесть «Покуда», довольно слабая и претенциозная, всё-таки была напечатана в журнале братьев Достоевских «Время». Дальнейшие отношения Сусловой и Достоевского можно охарактеризовать как «любовь-ненависть». Фёдор Михайлович постоянно слышал от Аполлинарии упрёки, требования развестись со «своей чахоточной женой». Потом Достоевский напишет: 
«Аполлинария — больная эгоистка. Эгоизм и самолюбие в ней колоссальны. Она требует от людей всего, всех совершенств, не прощает ни единого несовершенства в уважении других хороших черт, сама же избавляет себя от самых малейших обязанностей к людям».
После очередной ссоры, вместо запланированной совместной поездки в Европу, Аполлинария Суслова отправилась в Париж одна. Ф. М. Достоевский приехал во Францию чуть позже. Аполлинария уже не ждала его; у неё появился новый знакомый-француз. Вот как пишет Любовь Фёдоровна Достоевская о дальнейшем развитии событий:
«Весной Полина написала отцу из Парижа и сообщила о неудачном окончании её романа. Французский возлюбленный обманул, но у неё не хватало сил покинуть его, и она заклинала отца приехать к ней в Париж. Так как Достоевский медлил с приездом, Полина грозилась покончить с собой — излюбленная угроза русских женщин. Напуганный отец наконец поехал во Францию и сделал все возможное, чтобы образумить безутешную красавицу. Но так как Полина нашла Достоевского слишком холодным, то прибегла к крайним средствам. В один прекрасный день она явилась к моему отцу в 7 часов утра, разбудила его и, вытащив огромный нож, заявила, что её возлюбленный — подлец, она хочет вонзить ему этот нож в глотку и сейчас направляется к нему, но сначала хотела ещё раз увидеть моего отца… Я не знаю, позволил ли Фёдор Михайлович себя одурачить этой вульгарной комедией, во всяком случае, он посоветовал Полине оставить свой нож в Париже и сопровождать его в Германию. Полина согласилась, это было именно то, чего она хотела».
После смерти первой жены Ф. М. Достоевский предложил Аполлинарии Сусловой выйти за него, но она отказалась. Их отношения продолжали оставаться нервными, неясными, мучительными прежде всего для Фёдора Михайловича. Некоторые полагают, что для Сусловой Достоевский был не великий писатель, а всего лишь поклонник; утверждают даже, что и книг его она почти не читала, а потому-де весь богатый внутренний мир Фёдора Михайловича для неё словно и не существовал. И когда Достоевский написал Аполлинарии в одном из писем: «О милая, я не к дешевому необходимому счастью приглашаю тебя…», для неё это были лишь слова.
Совсем по-другому отнеслась к предложению Ф. М. Достоевского молодая стенографистка Анна Сниткина: она была согласна на любое приглашение, к любому счастью — лишь бы с Фёдором Михайловичем. Анна Сниткина готова была раствориться в нём, пожертвовать себя ему. Аполлинария, напротив, жаждала отнюдь не покорного служения гению, но личной свободы.
После окончания романа с Ф. М. Достоевским Аполлинария Суслова сожгла многие компрометирующие её бумаги, в том числе и письма к ней писателя. Тайны их бурных и необычных отношений так и канули в историю, оставив исследователям только догадки и предположения. Критики не раз находили черты Сусловой в некоторых образах великого классика — Полины («Игрок»), Настасьи Филипповны («Идиот»), Катерины и Грушеньки («Братья Карамазовы»). Уже расставшись с Аполлинарией, Достоевский напишет: «Я люблю её до сих пор, очень люблю, но уже не хотел бы любить её».

### Брак с Василием Розановым
Когда Василий Розанов познакомился с Аполлинарией Сусловой, он был ещё гимназистом, ей было далеко за тридцать. В. В. Розанову было известно, что Аполлинария была любовницей Ф. М. Достоевского, и для него, отчаянного поклонника великого писателя, одного этого уже было достаточно, чтобы проявить к ней интерес. В дневнике Розанова есть короткая запись: «Знакомство с Аполлинарией Прокофьевной Сусловой. Любовь к ней. Суслова меня любит, и я её очень люблю. Это самая замечательная из встречавшихся мне женщин…»
11 ноября 1880 года Розанов получил свидетельство: «От ректора Императорского Московского Университета студенту 3-го курса историко-филологического факультета Василию Розанову в том, что к вступлению его в законный брак со стороны университета препятствий нет». Невесте на тот момент исполнилось 40 лет, жениху — 24.
Из-за разницы в возрасте и взбалмошного характера Аполлинарии семейная жизнь с В. В. Розановым постепенно становилась кошмаром. Она устраивала мужу публичные сцены ревности и одновременно флиртовала с его друзьями. В. В. Розанов, безусловно, очень страдал. Как утверждает в своих воспоминаниях дочь В. В. Розанова, Татьяна, «Суслова насмехалась над ним, говоря, что он пишет какие-то глупые книги, очень оскорбляла, а в конце концов бросила его. Это был большой скандал в маленьком провинциальном городе».

Аполлинария Суслова дважды уходила от Василия Розанова, он все ей прощал и просил вернуться обратно. В одном из писем 1890 года В. В. Розанов писал ей: 
«…Вы рядились в шелковые платья и разбрасывали подарки на право и лево, чтобы создать себе репутацию богатой женщины, не понимая, что этой репутацией Вы гнули меня к земле. Все видели разницу наших возрастов, и всем Вы жаловались, что я подлый развратник, что же могли они думать иное, кроме того, что я женился на деньгах, и мысль эту я нес все 7 лет молча… Вы меня позорили ругательством и унижением, со всякими встречными и поперечными толковали, что я занят идиотским трудом».
Когда В. В. Розанову посчастливилось повстречать другую женщину, свою будущую жену Варвару Дмитриевну, Аполлинария не давала Розанову развода 20 лет, обрекая новую семью на дополнительные трудности и страдания.

### Смерть
Унаследовала от отца (умер в 1890 году) дом и небольшое состояние, что позволило ей вести обеспеченную жизнь. Около 1900 года переехала к сестре в Алушту, а затем в Севастополь, где была «председательницей» (так ее должность указывалась в памятных книжках Таврической губернии) отделения Союза русского народа (1911).
Аполлинария Розанова (эту фамилию она продолжала носить до конца жизни) скончалась в возрасте 78 лет в 1918 году (в год смерти жены Достоевского). Через год не стало и В. В. Розанова. Незадолго до смерти Розанов вспомнил об Аполлинарии: «С ней было трудно, но её было невозможно забыть».